# (74332) 1998 VB9
(74332) 1998 VB9 – planetoida z pasa głównego asteroid okrążająca Słońce w ciągu 4,4 lat w średniej odległości 2,68 j.a. Odkryta 10 listopada 1998 roku.